# Пимавансерин
Пимавансерин — атипичный антипсихотик, продаваемый под торговым названием "Nuplazid" ("Нуплазид"). Одобрен FDA для лечения психоза при болезни Паркинсона. В отличие от других антипсихотиков, не оказывает антагонистического действия на рецепторы дофамина. Препарат вводится в организм пероральным путём (в виде лекарственных капсул). Одобрен как непатентованное лекарственное средство (дженерик).

## Фармакодинамика
Пимавансерин имеет уникальный по сравнению с другими антипсихотиками механизм действия, выступая в роли селективного обратного агониста рецептора серотонина 5-HT2A (константа диссоциации Ki = 0,087 нМ) и рецептора  5-HT2C (Ki = 0,44 нМ).
Препарат имеет низкое сродство к сигма-1 рецепторам (Ki = 120 нМ) и не проявляет значимого сродства (Ki >300 нМ) к рецепторам серотонина 5-HT2B, дофамина (включая D2), адреналина, гистамина, м-холинорецепторам и к кальциевым каналам.
Показал высокую (по сравнению с кветиапином) эффективность в лечении психотических расстройств при болезни Паркинсона с незначительными (по сравнению с клозапином) побочными эффектами. Несмотря на многообещающие результаты в исследованиях, максимальный терапевтический эффект данного препарата проявляется приблизительно через 1 месяц, а у пациентов с когнитивными нарушениями эффективность лечения ниже, чем у пациентов с сохраненными когнитивными функциями.

## История
Пимавансерин был разработан компанией Acadia Pharmaceuticals.
Результаты клинического исследования, изучавшего эффективность, переносимость и безопасность добавления пимавансерина к терапии рисперидоном и галоперидолом, были опубликованы в ноябре 2012 года и показали, что пимавансерин потенцировал антипсихотические эффекты субтерапевтических доз рисперидона и улучшил переносимость лечения галоперидолом за счёт снижения частоты экстрапирамидных симптомов.
Препарат оправдал ожидания в отношении клинического исследования III фазы для лечения психоза болезни Паркинсона и завершил испытания II фазы для адъюнктивной терапии шизофрении наряду с другим антипсихотиком.
2 сентября 2014 года Управление по контролю за качеством пищевых продуктов и медикаментов США предоставило статус прорывной терапии новому лекарственному применению Acadia для пимавансерина.
29 апреля 2016 года Нуплазид (пимавансерин) был одобрен FDA для лечения психоза, связанного с болезнью Паркинсона.
29 июня 2018 года Управление по санитарному надзору за качеством пищевых продуктов и медикаментов одобрило новые дозировки пимавансерина для лечения бреда и галлюцинаций, связанных с болезнью Паркинсона: капсулы по 34 мг и таблетки по 10 мг. Ранее пациентам требовалось принимать две таблетки по 17 мг для достижения рекомендованной дозы 34 мг в сутки. Доза 10 мг показана для пациентов, одновременно принимающих ингибиторы CYP3A4 (например, кетоконазол).